# NGC 3510
NGC 3510 ist eine Balken-Spiralgalaxie mit ausgedehnten Sternentstehungsgebieten vom Hubble-Typ SBm und liegt im Sternbild Kleiner Löwe am Nordsternhimmel. Sie ist schätzungsweise 30 Millionen Lichtjahre von der Milchstraße entfernt und hat einen Durchmesser von etwa 40.000 Lj.
Im selben Himmelsareal befinden sich u. a. die Galaxien NGC 3486, NGC 3504, NGC 3512, NGC 3515.
Die Typ-IIb-Supernova SN 1996cb wurde hier beobachtet.
Das Objekt wurde am 11. April 1785 von Wilhelm Herschel entdeckt.